# Crosbie (Paisley)
Crosbie ist eine Villa in der schottischen Stadt Paisley in der Council Area Renfrewshire. 1971 wurde das Bauwerk in die schottischen Denkmallisten in die höchste Denkmalkategorie A aufgenommen.

## Beschreibung
Das Gebäude liegt abseits der Moredun Road im Süden von Paisley. Es wurde zwischen 1901 und 1902 nach einem Entwurf des schottischen Architekten Thomas Graham Abercrombie im Stile der Arts-and-Crafts-Bewegung für George V. Boyd erbaut. Die Villa weist einen L-förmigen Grundriss auf. Das Gebäude ist unregelmäßig gestaltet mit dreistöckigen Nord- und Mittelflügel. Der Ostflügel ist hingegen nur zweistöckig. Die Fassaden sind mit Harl verputzt, wobei Gebäudeöffnungen mit Quadersteinen abgesetzt sind. Der im Gebäudewinkel befindliche Eingangsbereich ist mit ionischen Säulen gestaltet und von einem gebrochenen Segmentbogengiebel bekrönt. Entlang der Fassaden sind unterschiedliche Fenstertypen verbaut, die teilweise über zwei Stockwerke reichen. Das Gebäude schließt mit einem grünen, schiefergedeckten Dach ab. Die aufragenden Schornsteine sind ebenfalls mit Harl verputzt. Heute ist die Villa in zwei Wohneinheiten unterteilt.